# Coulez le Bismarck
Coulez le Bismarck (The Last Nine Days of the Bismarck) est un récit historique de C. S. Forester paru 1959 chez Little Brown puis, également en 1959, en tant que Hunting the Bismark chez Michael Joseph. La version française a été publiée en 1960 par les éditions Julliard.
Il raconte la traque du cuirassé allemand Bismarck pendant la Seconde Guerre mondiale.
Il a été adapté au cinéma en 1960 sous le titre Coulez le Bismarck !, film réalisé par Lewis Gilbert.